# Pere Martí Castelló
Pedro Martí Castelló, más conocido como Pere Martí, nacido en Moncófar (Castellón, 22 de enero de 1982) es un exfutbolista y entrenador de fútbol español. Actualmente es el entrenador del CD Guadalajara de la Segunda Federación.

## Trayectoria

### Como jugador
Es un centrocampista formado en el Villarreal CF con el que llegó a ganar la Copa Intertoto de la UEFA 2003. Más tarde, formaría parte de equipos como el Elche CF, Málaga CF y Real Murcia. Pere Martí se retiró debido a las lesiones a finales de 2010 en el CD Castellón.

### Como entrenador
En julio de 2014, comenzaría su etapa en los banquillo dirigiendo al equipo Juvenil "A" del CD Roda castellonense, al que dirigiría durante 3 temporadas.
En la temporada 2017-18, firma por el Villarreal CF "C" de la Tercera División de España, al que dirige durante 3 temporadas.
En la temporada 2020-21, se hace cargo del Villarreal Club de Fútbol Juvenil "A" que milita en División de Honor Juvenil.
En la temporada 2021-22, regresa al banquillo del Villarreal CF "C" de la Tercera División de España y además, dirigiría al juvenil villarrealense en la UEFA Youth League.
El 9 de junio de 2022, firma por el Club Lleida Esportiu de la Segunda Federación.
Tras su paso por el USM Alger como segundo entrenador, el 14 de junio de 2024 firma por el Club Deportivo  Guadalajara de la Segunda Federación.

## Clubes

### Como jugador
| Club          | País   | Año       |
| ------------- | ------ | --------- |
| Villarreal B  | España | 2001-2003 |
| Villarreal CF | España | 2003-2004 |
| Elche CF      | España | 2004-2008 |
| Málaga CF     | España | 2008-2009 |
| Real Murcia   | España | 2009-2010 |
| CD Castellón  | España | 2010      |

### Como entrenador
| Club              | País   | Año             |
| ----------------- | ------ | --------------- |
| Villarreal CF "C" | España | 2017-2020       |
| Villarreal CF "C" | España | 2021-2022       |
| Lleida Esportiu   | España | 2022            |
| CD Guadalajara    | España | 2024-Actualidad |

## Palmarés

### Como jugador
| Título         | Club          | País                                      | Año  |
| -------------- | ------------- | ----------------------------------------- | ---- |
| Copa Intertoto | Villarreal CF | Heerenveen (P. Bajos) Villarreal (España) | 2003 |